# HOMER1
HOMER1 (англ. Homer scaffolding protein 1) – білок, який кодується однойменним геном, розташованим у людей на короткому плечі 5-ї хромосоми. Довжина поліпептидного ланцюга білка становить 354 амінокислот, а молекулярна маса — 40 277.
| 10         |  | 20         |  | 30         |  | 40         |  | 50         |
| ---------- |  | ---------- |  | ---------- |  | ---------- |  | ---------- |
| MGEQPIFSTR |  | AHVFQIDPNT |  | KKNWVPTSKH |  | AVTVSYFYDS |  | TRNVYRIISL |
| DGSKAIINST |  | ITPNMTFTKT |  | SQKFGQWADS |  | RANTVYGLGF |  | SSEHHLSKFA |
| EKFQEFKEAA |  | RLAKEKSQEK |  | MELTSTPSQE |  | SAGGDLQSPL |  | TPESINGTDD |
| ERTPDVTQNS |  | EPRAEPTQNA |  | LPFSHSSAIS |  | KHWEAELATL |  | KGNNAKLTAA |
| LLESTANVKQ |  | WKQQLAAYQE |  | EAERLHKRVT |  | ELECVSSQAN |  | AVHTHKTELN |
| QTIQELEETL |  | KLKEEEIERL |  | KQEIDNAREL |  | QEQRDSLTQK |  | LQEVEIRNKD |
| LEGQLSDLEQ |  | RLEKSQNEQE |  | AFRNNLKTLL |  | EILDGKIFEL |  | TELRDNLAKL |
| LECS       |  |            |  |            |  |            |  |            |

A: Аланін

C: Цистеїн

D: Аспарагінова кислота

E: Глутамінова кислота

F: Фенілаланін

G: Гліцин

H: Гістидин

I: Ізолейцин

K: Лізин

L: Лейцин

M: Метіонін

N: Аспарагін

P: Пролін

Q: Глутамін

R: Аргінін

S: Серин

T: Треонін

V: Валін

W: Триптофан

Кодований геном білок за функцією належить до фосфопротеїнів. 
Задіяний у такому біологічному процесі, як альтернативний сплайсинг. 
Локалізований у клітинній мембрані, цитоплазмі, мембрані, клітинних контактах, синапсах.